# Cytisus ardoinoi
Espèce
Classification phylogénétique
Cytisus ardoinoi, le Cytise d'Ardoino, est une espèce de plantes à fleurs de la famille des Fabaceae. C'est un sous-arbrisseau endémique français des Alpes maritimes, protégé en France métropolitaine (Article 1).

## Description

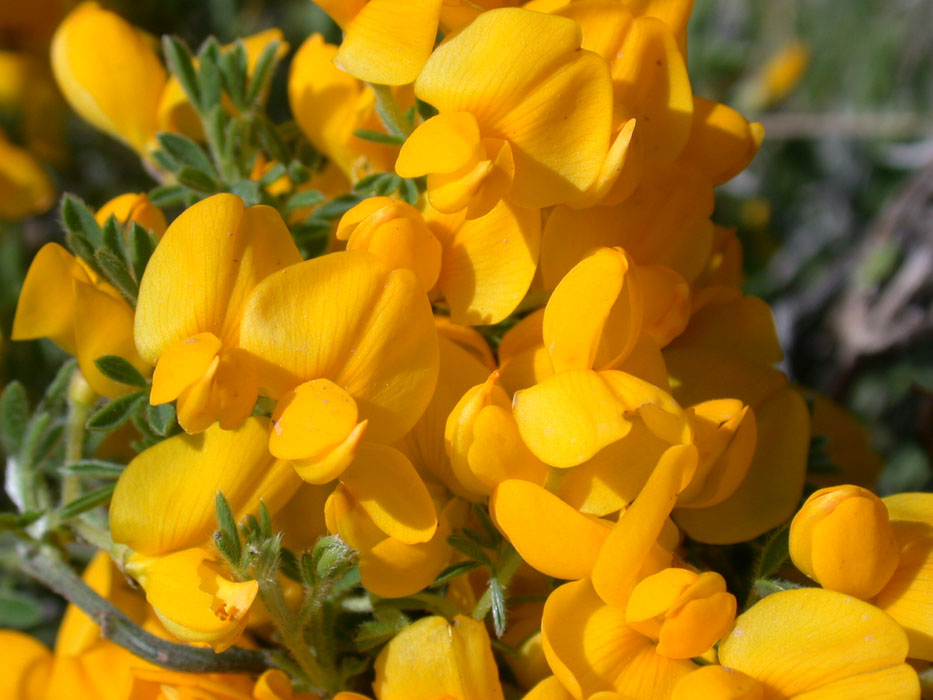
Fleurs.

La floraison a lieu d'avril à juin.

## Habitat
C'est une plante calcicole xérophile des plateaux karstiques et pelouses rocailleuses.